# Manoir de Courson
Le manoir de Courson est une demeure du XVe siècle, remaniée au XVIe siècle, qui se dresse sur le territoire de l'ancienne commune française de Notre-Dame-de-Courson, dans le département du Calvados, en région Normandie.

## Localisation
Le manoir est situé au nord, sur la crête entre deux petites vallées qui convergent vers la Touques, à 1,2 km à l'est du bourg de Notre-Dame-de-Courson, entre l'ancienne voie d'Orbec à Livarot et la RD 4, au sein de la commune nouvelle de Livarot-Pays-d'Auge, dans le département français du Calvados.

## Historique
La campagne principale de construction du manoir de Courson a débuté durant la seconde moitié du XVe siècle et s'est terminée durant la première moitié du siècle suivant.

## Description
Le manoir se présente sous la forme d'un logis en équerre bâti en colombages contre un pignon en pierre. L'un des bâtiments est flanqué côté cour d'une tourelle polygonale à usage d'escalier. Celle-ci est surmontée d'un toit encorbellé en bois avec un fronton en arc polylobé.
À noter à environ 200 mètres au sud-ouest du manoir, à l'extrémité d'un éperon formé par la jonction de deux vallons surplombant la route d'Orbec à Livarot, la présence d'une motte féodale en partie nivelée par les labours d'environ 50 mètres de diamètre. Un seigneur de Courson est cité en 1225. La famille quant à elle semble remonter au XIe siècle.

## Protection
Les façades et les toitures sont classées au titre des monuments historiques par arrêté du 1er décembre 1955.